# Hipposideros hypophyllus
Hipposideros hypophyllus — є одним з видів кажанів родини Hipposideridae.

## Поширення
Країни поширення: Індія (Карнатака). Мало що відомо про середовище проживання і екологію цього виду за винятком того, що лаштує сідала в гранітних печерах і розділяє їх з іншими видами Hipposideros.

## Загрози та охорона
Цей вид знаходиться під загрозою гірничих робіт. Цей вид не був записаний в охоронних територіях.